# Всё схвачено (телесериал)
«Всё схва́чено» (англ. Man with a Plan) — американский ситком с Мэттом Лебланом в главной роли. Премьера сериала состоялась 24 октября 2016 года на телеканале CBS.
6 мая 2020 года сериал был закрыт после четырёх сезонов.

## Сюжет
Отец большого семейства обнаруживает, что быть родителем намного сложнее, чем он думал, после того, как его жена выходит на работу, а он становится «домохозяином». Действие сериала происходит в пригороде Питтсбурга.
| Сезон | Сезон | Эпизоды | Оригинальная дата показа | Оригинальная дата показа |
| Сезон | Сезон | Эпизоды | Премьера сезона          | Финал сезона             |
| ----- | ----- | ------- | ------------------------ | ------------------------ |
|       | 1     | 22      | 24 октября 2016          | 15 мая 2017              |
|       | 2     | 21      | 13 ноября 2017           | 21 мая 2018              |
|       | 3     | 13      | 4 февраля 2019           | 6 мая 2019               |
|       | 4     | 13      | 2 апреля 2020            | 11 июня 2020             |

## В главных ролях
- Мэтт Леблан — Адам Бёрнс, глава семьи Бёрнсов
- Лиза Снайдер — Энди Бёрнс, жена Адама
- Грейс Кауфман — Кейт Бёрнс, старшая дочь Адама и Энди
- Хала Финли — Эмми Бёрнс, младшая дочь Адама и Энди
- Мэттью Маккан — Тедди Бёрнс, сын Адама и Энди
- Джессика Чаффин — Мари Фальдонадо, подруга Бёрнсов (сезон 1, эпизоды 1—13)
- Мэтт Кук — Лоуэлл, друг Бёрнсов
- Диана-Мария Рива — миссис Родригес, учительница Эмми (сезон 1)
- Кевин Нилон — Дон Бёрнс, старший брат Адама
- Стейси Кич — Джо Бёрнс, отец Адама и Дона (сезоны 2—4; периодически сезон 1)
- Кэли Роша — Марси Бёрнс, жена Дона (сезоны 3—4; периодически сезоны 1—2)

## Производство
Сериал был официально заказан в производство 13 мая 2016 года. 14 ноября 2016 года CBS продлил сериал на полный первый сезон из 19 эпизодов, а 6 января 2017 года заказал ещё дополнительные три эпизода, таким образом расширив сезон до 22 эпизодов .
23 марта 2017 года CBS продлил сериал на второй сезон. 12 мая 2018 года CBS продлил сериал на третий сезон. 10 мая 2019 года канал CBS продлил сериал на четвёртый сезон.

### Кастинг
13 мая 2016 года стало известно, что Дженна Фишер, которая должна была сыграть главную женскую роль покидает сериал и будет заменена другой актрисой. 1 августа того же года было объявлено, что Лиза Снайдер получила роль Фишер.

## Отзывы критиков
Сериал «Всё схвачено» получил в общем негативные отзывы критиков. На сайте-агрегаторе Rotten Tomatoes сериал держит 21% «свежести», что основано на 22-х отзывах критиков со средним рейтингом 3,5 из 10. Критический консенсус сайта гласит: «Полный недостатков и лишённый воображения сценарий „Всё схвачено“ не способен должным образом раскрыть очарование ведущего актёра, который, к сожалению, демонстрирует посредственную актёрскую игру». На Metacritic сериал получил 36 баллов из 100 на основе 25-и «в общем негативных» рецензий.